# إل. كريس روس
إل. كريس روس (بالإنجليزية: L. Chris Ross)‏ هو سياسي أمريكي، ولد في 3 نوفمبر 1951 في الولايات المتحدة. حزبياً، نشط في الحزب الجمهوري. وقد انتخب عضو مجلس نواب بنسيلفانيا.

## وصلات خارجية
- الموقع الرسمي